# 纳塔莉·默尔豪森
纳塔莉·默尔豪森（德語：Nathalie Moellhausen，1985年12月1日—），生于意大利米兰，巴西籍前意大利击剑运动员，主攻重剑。她的父亲拥有意大利和德国血统，母亲是巴西人。她原本代表意大利参赛，2012年伦敦奥运后，由于意大利国内竞争过于激烈，她决定代表巴西参赛，她凭借自身的意大利和巴西双重国籍成功地加入巴西国家队。在2016年里约奥运，她在个人重剑项目上闯入八强，创巴西队在奥运击剑项目上的最好名次。